# Vollenhovia subtilis
Vollenhovia subtilis é uma espécie de formiga do gênero Vollenhovia, pertencente à subfamília Myrmicinae.